# Hiromi Hirata
Hiromi Hirata (平田 宏美 Hirata Hiromi?, nacida el 19 deN noviembre de 1972) es una cantante y actriz de voz japonesa representada por I'm Enterprise. Es especialmente conocida por su papel como Makoto Kikuchi en la saga de juegos The Idolmaster.
Sus fanes la llaman cariñosamente Hirorin (ひろりん?). Además, ha sido acreditada también como Kaga Hikaru (加賀 ヒカル?) y Sawaki Minami (沢木みなみ?).

## Biografía
Hirata nació en la ciudad de Hiroshima en 1978. Obtuvo su primer papel como actriz de voz en 1999, en el anime Kacho-Ōji.
Apareció como invitada de honor en la Anime Expo 2004.
En 2005 interpretó a Makoto Kikuchi en el videojuego arcade The Idolmaster, su papel más conocido.
Hirata se casó el 1 de agosto de 2008. En febrero de 2013 anunció en su blog que estaba embarazada de seis meses. El 6 de julio de 2013 publicó que había dado a luz a un niño en junio.

## Filmografía

### Anime
| Lista de roles interpretados |
| --- |
| 1999 - Kacho-Ōji 2001 - Shingu: Secret of the Stellar Wars - estudiante - Hajime no Ippo - fan 2003 - - R.O.D the TV - Maggie Mui - Kaleido Star - Ben [ep 33] - Kimi ga Nozomu Eien - enfermera [ep 5] 2004 - Midori Days - camarera [ep 8] 2005 - Kamichu! - Dios de Kickboards [ep 7, DVD] - Zoids: Genesis - Ruuji Familon 2006 - Kiba - Despara, sirvienta B, Zed (joven) - The Good Witch of the West - Roux Liskin - Himawari! - The Boss, Oba Kyuuri 2007 - Venus Versus Virus - Riku Mikumo - Keroro Gunso - Gyororo - Himawari!! - The Boss, Oba Kyuuri 2008 - Neo Angelique Abyss - chico joven - Neo Angelique Abyss -Second Age- - Nyx (joven) - Noramimi - Shinjiro 2009 - Asura Cryin' 2 - Aki Kitsutaka - Tatakau Shisho: The Book of Bantorra - Alme Norton - White Album - locutora de radio 2010 - Asobi ni iku yo! - Maki Itokazu - Cobra the Animation - enfermera - Shukufuku no Campanella - Mise Altoise Montecchia - Shin Koihime Musō: Otome Tairan - Gien Bunchō 2011 - The Idolmaster - Makoto Kikuchi |

### Original video animation (OVA)
| Lista de roles interpretados |
| --- |
| 2008 - The Idolmaster Live for You! - Makoto Kikuchi - Master of Martial Hearts - Izumi Hayakawa 2011 - Asobi ni Iku yo! - We've Come To Play OVA - Maki Itokazu - Shukufuku no Campanella OVA - Mise Altoise Montecchia - Shin Koihime Musō: Otome Tairan OVA- Gien Bunchō |

### Películas de anime
| Lista de roles interpretados                                                                                           |
| --- |
| 2010 - Welcome to the Space Show - Megami Suzuki 2011 - Tofu Kozo - madre 2014 - The Idolmaster Movie - Makoto Kikuchi |

### Videojuegos
| Lista de roles interpretados |
| --- |
| 2001 - Renai Simulation School 2 - chica activa B 2003 - Shōjo Gikeiden - Taira no Atsumori 2004 - Sequence Palladium 3 - Quena 2005 - The Idolmaster - Makoto Kikuchi - Zoids: Full Metal Crash - Ruuji Familon - Realize: Panorama Luminary - Satoko Takeuchi 2006 - Arcana Heart - Kamui Tokinomiya - Crystal Boarder - Touya - The Legend of Zelda: Twilight Princess - Talo - Zoids Infinity EX Neo - Ruuji Familon - Motto! Renai Shugi: Partita - Natsuki Miyano 2007 - Zero no Tsukaima: Shōakuma to Shunpū Concerto) - Wesley - Rockman ZX Advent - Grey - Wonder King - Espadachín 2008 - The Idolmaster Live For You! - Makoto Kikuchi - Arcana Heart 2 - Kamui Tokinomiya - Suggoi! Arcana Heart 2 - Kamui Tokinomiya - Bakunetsu Fighter - Heat Enjou - Disgaea 3: Absence of Justice - Mao - Metal Gear Solid 4: Guns of the Patriots - Haven Trooper 2009 - The Idolmaster SP - Makoto Kikuchi - The Idolmaster Dearly Stars - Makoto Kikuchi - Arcana Heart3 - Kamui Tokinomiya - Disgaea Infinite - Mao - Disgaea 2: Cursed Memories Portable - Mao 2010 - Shukufuku no Campanella Portable - Mise Altoise Montecchia - Shin Koihime Musō: Otome Ryōran Sangokushi Engi - Gien Bunchō - Howling Sword - Christian the Blader 2011 - The Idolmaster 2 - Makoto Kikuchi - The IdolMaster: Gravure For You! Vol. 1-9 - Makoto Kikuchi - Growlanser IV: Over Reloaded - Cynthia - Suigetsu 2 - Saki Nanbu - Tales of Xillia - Isla, Celsius - Disgaea 3: Absence of Justice - Return - Mao 2012 - The Idolmaster Shiny Festa - Makoto Kikuchi - Mugen Souls - Ryuto - Granado Espada - Tora - Suigetsu 2: Portable - Saki Nanbu - Tales of Xillia 2 - Celsius 2013 - Rusty Hearts - Natasha Borzenkova - Senran Kagura Shinovi Versus: Shojotachi no Shomei - Miyabi 2023 - Final Fantasy XIV Online - Llymlaen |